# كلية خالد بن الوليد (بيروت)
كُليَّة خالد بن الوليد هي إحدى أشهر مدارس جمعيَّة المقاصد الخيريَّة الإسلاميَّة في بيروت. تقع في منطقة البربير بالمدينة المذكورة، وهي من أكبر مدارسها وأقدمها.
أُسِّست هذه المدرسة سنة 1920م، وكانت الغاية منها بدايةً تأمين تربية وتعليم إسلاميين لأبناء البيارتة، ثُمَّ توسَّعت خلال خمسينيَّات القرن العشرين الميلادي وصارت لها غاية أُخرى هي إيواء وتدريس أبناء الوافدين العرب إلى بيروت، وعلى رأسهم الفلسطينيين الذين استقرَّ الكثيرون منهم في المدينة. وكان أوَّل من اقترح إنشاء «بيت للأطفال» هو الأديب والمُربِّي أحمد سامح الخالدي، الذي تقدَّم بالمشروع لرئيس جمعيَّة المقاصد الخيريَّة الإسلاميَّة مُحمَّد بك سلام، نجل الزعيم السياسي صائب بك سلام. قبل المعنيُّون هذا الاقتراح فتجسَّد بمشروع مدرسة «بيت الأطفال - الحرج» على غرار ومُستوى كُليَّة ڤيكتوريا في مصر. وصار في المدرسة قسمٌ داخليّ يبيتُ فيه التلاميذ الفلسطينيين وأبناء المُهاجرين اللُبنانيين الجنوبيين إلى إفريقيا.
عُدَّت هذه المدرسة نموذجيَّةً بين مدارس جمعيَّة المقاصد طيلة تاريخها وكانت من أهمِّها لا سيَّما من جهة توفير عوائد ماليَّة مُهمَّة للجمعيَّة، الأمر الذي دفع رئيسها الدكتور فيصل سنُّو في سنة 2023م إلى اتخاذ قرارٍ برفع الأقساط التعليميَّة كي تتحمَّل المدرسة «أعباء العجز عن المدارس الأُخرى وتكلفة الإدارة التربويَّة وسواها»، وذلك في ظل الأزمة الماليَّة التي عانى منها اللُبنانيُّون بدايةً من تفشِّي جائحة ڤيروس كورونا سنة 2020م وكان لها تأثيرٌ خانق على جميع المُؤسَّسات بما فيها التعليميَّة، علمًا بأنَّ جمعيَّة المقاصد كانت من بين المُؤسَّسات الأكثر تأثُرًا كونها كانت تُعاني من عجزٍ ماليٍّ كبير لما يقرب من عشرين سنة حتَّى ذلك التاريخ، أدَّى إلى إقفال عددٍ كبيرٍ من مدارسها.